# Sportovní areál Poruba
Sportovní areál Poruba, dříve Stadion VOKD, je sportovní komplex, který se nachází v Ostravě-Porubě.
V areálu se nachází hřiště pro americký fotbal, který využívá tým Ostrava Steelers, dále pak fotbalové hřiště, které je domovské pro klub 1. FC Poruba. V komplexu se nacházejí také tenisové kurty, víceúčelové hřiště (pro házenou, malý fotbal, volejbal, nohejbal, tenis či streetball), atletický ovál a vnitřní kuželna se čtyřmi dráhami. V areálu je rovněž bistro a dětské hřiště.